# خالص‌سازی فزون‌ورده
خالص‌سازی فزون‌ورده روشی است که به کمک آن نمونه‌هایی بسیار پالوده از ترکیب‌های آلی فلزی بدست می‌آید، این مواد معمولاً ناپایدارند و کار کردن با آنها سخت است. هدف این است که با خالص سازی (پالوده سازی) یک فزون‌ورده پایدار با اسید و باز لوییس و سپس دستیابی به محصول مورد نظر از فزون‌وردهٔ خالص با کمک گرماکافت.
پیشرو در این زمینه Epichem Limited است که از نام تجاری EpiPure استفاده می‌کند. پژوهشگران دانشگاه لیورپول آغازگر این صنعت بودند.